# Al Leong
Albert Leong (30 de septiembre de 1952) es un artista marcial, coreógrafo de artes marciales, escritor, actor, doble de riesgo y director de ascendencia asiática-estadounidense. Ha aparecido en cine y televisión, además de involucrarse en la producción cinematográfica.
En el año 2000 hizo su debut directorial y como escritor en la película independiente Daddy Tell Me a Story...

## Características de sus personajes
Leong debutó en el rodaje de la tristemente célebre Twilight Zone: The Movie en 1983. Como actor, generalmente tiene pequeños papeles de matón. Calva incipiente, cabello ondulado, bigote largo y ojos muy expresivos. Es de los pocos actores que, a pesar de casi no tener presencia preponderante en sus películas, tienen un gran ejército de seguidores.

### Siempre muere
Las características especiales de los personajes que ha interpretado Al Leong es que siempre tienen un tiempo muy pequeño en pantalla, siempre mueren a manos del personaje principal, casi nunca tienen un diálogo y la mayoría son villanos o secuaces; a excepción de las películas Cage de Lang Elliott (1989) donde comparte crédito con Lou Ferrigno (En esta película hace de "bueno" y su personaje tiene un diálogo mayor), y Las Alucinantes aventuras de Bill y Ted donde interpreta a Gengis Khan. Dicho anteriormente en sus papeles de malo; siempre muere a manos del protagonista; esto se debe a que como coreógrafo, entrena siempre al actor principal para dicha escena. Un ejemplo es visto en el film Lethal Weapon, donde su personaje es dado muerto por el personaje de Mel Gibson.

## Filmografía

### Cine
| Año  | Título                           | Papel                           | Otras notas                                      |  |
| ---- | -------------------------------- | ------------------------------- | ------------------------------------------------ |  |
| 2008 | Confessions of an Action Star    | Doctor malvado                  |                                                  |  |
| 2004 | Forbidden Warrior                | Yang Sze                        |                                                  |  |
| 2002 | The Scorpion King                | Entrenador de Asia              |                                                  |  |
| 2000 | Daddy Tell Me a Story...         | ninguno                         | Director/escritor                                |  |
| 1998 | Arma Letal 4                     | Sujeto incompetente             |                                                  |  |
| 1998 | Godzilla                         | Pescador                        | Doble de riesgo                                  |  |
| 1998 | The Replacement Killers          | Maleante                        |                                                  |  |
| 1996 | Escape from L.A.                 | Guerrero sombra                 | Doble de riesgo                                  |  |
| 1994 | Beverly Hills Cop III            | Sujeto incompetente             | Doble de riesgo                                  |  |
| 1994 | Deadly Target                    | Sujeto incompetente             |                                                  |  |
| 1994 | The Shadow                       | Sujeto incompetente             |                                                  |  |
| 1994 | Vanishing Son III                | Sujeto incompetente             |                                                  |  |
| 1993 | Double Dragon                    | Lewis, villain’s right-hand man | Doble de riesgo                                  |  |
| 1993 | Hot Shots! Part Deux             | Aficionado                      | Doble de riesgo                                  |  |
| 1993 | Last Action Hero                 | Maleante                        |                                                  |  |
| 1993 | Joshua Tree                      | Tirador chino #9                |                                                  |  |
| 1992 | Hard Hunted                      | Cuervo, Secuaz                  |                                                  |  |
| 1992 | Rapid Fire                       | Minh, gánster asiático          |                                                  |  |
| 1992 | Steel Justice                    | Guardia #2                      |                                                  |  |
| 1991 | The Perfect Weapon               | Sujeto incompetente             | Doble de riesgo                                  |  |
| 1991 | Showdown in Little Tokyo         | Maleante                        | Doble de riesgo                                  |  |
| 1990 | Death Warrant                    | Bruce, Maleante                 |                                                  |  |
| 1990 | I Come in Peace                  | Vendedor                        |                                                  |  |
| 1989 | Bill & Ted's Excellent Adventure | Genghis Khan                    | No murió                                         |  |
| 1989 | Black Rain                       | Sujeto incompetente             |                                                  |  |
| 1989 | Cage                             | “Tiger Joe” Lowell              | Leong interpretó a un sujeto bueno, que no murió |  |
| 1989 | Savage Beach                     | Fu                              |                                                  |  |
| 1988 | Action Jackson                   | Chófer de Dellaplane            |                                                  |  |
| 1988 | Die Hard                         | Uli, terrorista                 |                                                  |  |
| 1988 | She's Having a Baby              | Fotógrafo                       |                                                  |  |
| 1988 | They Live                        | Miembro de la resistencia       |                                                  |  |
| 1987 | Lethal Weapon                    | Endo/director de la banda       |                                                  |  |
| 1986 | Golpe en la Pequeña China        | Hombre del Wing Kong            |                                                  |  |
| 1984 | Protocol                         | Chef                            |                                                  |  |
| 1983 | Twilight Zone: The Movie         | Sujeto incompetente             |                                                  |  |

### Televisión
- Kung Fu: The Legend Continues: "The Warlord" (1994), Coordinador de dobles de riesgo.
- The A-Team: "Maleante asiático" en el episodio Lease with an Option to Die (episodio # 4.4) 22 de octubre de 1985. Y "Secuaz asiático" en el episodio "Mind Games" (episodio #4.9).
- Hart to Hart: "Hombre Tai-Chi" en el episodio Year of the Dog (episodio # 5.10) 13 de diciembre de 1983.
- Magnum, Pi: "Bodyguard 2" en el episodio 87 (temp. 5 episodio 3) Mac's back en 1984.
- MacGyver: "Wayne H. Lim" en el episodio Murderers' Sky (episodio # 3.20) 9 de mayo de 1988.
- Renegado:
- T.J. Hooker: "Nabutsu #1" (sin crédito) en el episodio Blood Sport (episodio # 5.88) 21 de mayo de 1986.
- 24: "Neill" en tres episodios de la primera temporada.[1]